# Ledothamnus atroadenus
Ledothamnus atroadenus är en ljungväxtart som beskrevs av B. Maguire, J.A. Steyermark och J.L. Luteyn. Ledothamnus atroadenus ingår i släktet Ledothamnus och familjen ljungväxter. Inga underarter finns listade i Catalogue of Life.